# Blowing Kisses in the Wind
Singles de Paula Abdul
The Promise of a New Day
(1991) Vibeology
(1991)
Blowing Kisses in the Wind est une chanson de l'artiste américaine Paula Abdul issue de son second album studio Spellbound. Elle sort en single le 17 octobre 1991 sous le label Virgin Records.

## Performance dans les hits-parades
| Classement (1991)               | Meilleure position |
| ------------------------------- | ------------------ |
| Canada (RPM Top 100 Singles)    | 7                  |
| États-Unis (Hot 100)            | 6                  |
| États-Unis (Adult Contemporary) | 5                  |